# Vendedoras del Fontán

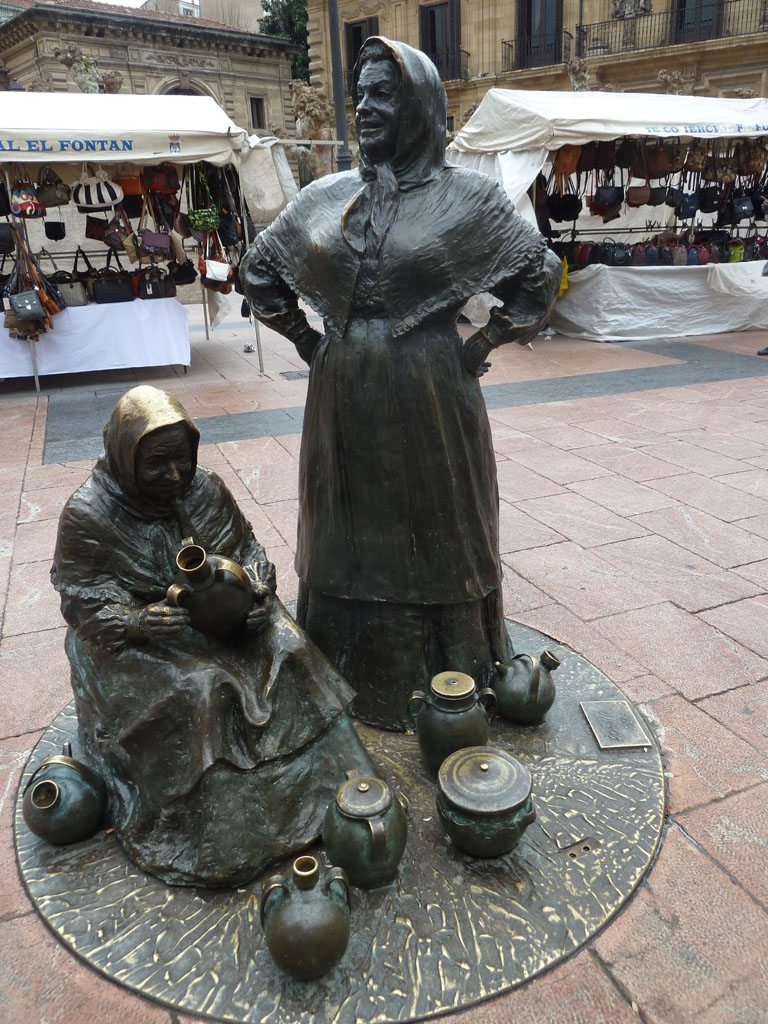
Vendedoras del Fontán.

La escultura urbana conocida por el nombre de Vendedoras del Fontán, ubicada en la plaza Daoíz  y Velarde, en la ciudad de Oviedo, Principado de Asturias, España, es una de las más de un centenar que adornan las calles de la mencionada ciudad española.
El paisaje urbano de esta ciudad se ve adornado por obras escultóricas, generalmente monumentos conmemorativos dedicados a personajes de especial relevancia en un primer momento, y más puramente artísticas desde finales del siglo XX.
La composición, hecha en bronce, es obra de Amado González Hevia "Favila", y está datada en 1996, fecha que aparece grabada en los bajos de una de las figuras que constituyen la composición. La plaza de Daoíz y Velarde tiene en su interior parte del mercado del Fontán, lugar en el que se ofrecía a los ciudadanos de Oviedo el género agrícola, ganadero y artesanía asturiana los jueves y sábados de todas las semanas, Tras la guerra civil, el mercado se convirtió en un lugar y ámbito exclusivo de las mujeres.
La composición, inspirada en una antigua fotografía de Adolfo López Armán, viene a mostrar las  de mujeres que subían desde Faro a Oviedo para vender los típicos productos de cerámica realizados en la alfarería familiar. Es una obra de estilo realista, se encuentra ubicada en la Plaza Daoíz y Velarde, zona de venta ambulante desde el siglo XVIII.